# Emanuele Barison
Emanuele Barison (Pordenone, 12 marzo 1963) è un fumettista italiano.

## Biografia
Esordisce nei primi anni ottanta con la storia a fumetti dal titolo La storia di Nuvolari, nella rivista Autosprint. Poco dopo fonderà, insieme ad alcuni amici, la rivista Fantasy, pubblicazione nata grazie a un piccolo editore locale e distribuita nelle edicole del Triveneto ma ne usciranno solo tre numeri ma va a collocarsi all'interno di quel fermento culturale pordenonese che, nel campo della musica rock, vedrà nascere il fenomeno del "Great Complotto", in ambito cinematografico l'associazione culturale "Cinema Zero" e, nel campo del fumetto, la scuola “Il gorilla bianco”. Inserendosi pienamente in questo contesto, milita per anni nel gruppo rock The Sinners ed è tra i fondatori de “Il gorilla bianco”. Alla fine degli anni ottanta in collaborazione con Romeo Toffanetti crea per la rivista Il Messaggero dei Ragazzi Alex il Britanno, personaggio umoristico per bambini che colpirà l'attenzione dello sceneggiatore francese François Corteggiani che gli propone nel 1989 di lavorare per la Disney per la quale firmerà decine di storie pubblicate su Topolino. In seguito per la Star Comics realizza graficamente il personaggio di Lazarus Ledd e ne disegna due episodi (Bagliore da una stella del 1993) e Metallica del 1994), su testi di Ade Capone.
In collaborazione con Francesco Boni De Nobili e Romeo Toffanetti ha realizzato i disegni de L'Editto di Rotari a fumetti (1990) e di Quasar a Pratobello (1993). Nel 1995 Corteggiani gli propone di lavorare per il mercato internazionale con la serie Yakuza per l'editore Soleil e prosegue con la serie De Silence et de Sangre, per le edizioni Glénat. In campo pubblicitario, nel 1999, crea per la Geox il personaggio mascotte Magic Geox, pubblicando tre albi a fumetti tradotti in tutto il mondo.
Da qualche anno collabora con la storica rivista francese a fumetti Pif per la quale ha disegnato alcuni episodi di Dottor Justice. Ha inoltre realizzato in collaborazione con Romeo Toffanetti, nel 2001, la sceneggiatura del film Oppalalay, con i Papu, e nel 2004 ha scritto e diretto con Romeo Toffanetti il film Rockstalghia distribuito a cura della A.L.B.A. Produzioni di Roma. Per la Dargaud ha disegnato Le stigmate di Longinus e la serie gotica Orphea per la quale continua a lavorare. È proprio dopo aver visionato alcuni degli albi della produzione francese, che Mario Gomboli gli propone di entrare a far parte dello staff di Diabolik entrando dal 1999 nello staff della casa editrice Astorina e in seguito diventa il disegnatore ufficiale de Il grande Diabolik a partire dallo speciale 2002 Matrimonio in nero. Nel 2011 inizia la collaborazione con Sergio Bonelli Editore, per cui disegna le storie di Zagor. Nel 2014 inizia anche a disegnare Tex. Nel 2018  contribuisce a fondare il Palazzo del fumetto di Pordenone.